# Edmund Ratz

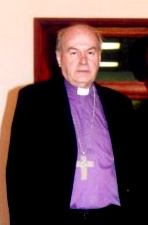
Edmund Ratz

Edmund Ratz (* 4. April 1933 in Zeitlofs, Bayern; † 31. August 2017 in Ansbach, Bayern) war ein deutscher lutherischer Theologe und langjähriger  Bischof der Evangelisch-Lutherischen Kirche Europäisches Russland (ELKER) sowie Erzbischof der Evangelisch-Lutherischen Kirche in Russland, der Ukraine, in Kasachstan und Mittelasien (ELKRAS).

## Leben
Edmund Ratz wuchs in Neuendettelsau auf und studierte ab 1955 an den Universitäten Erlangen, Heidelberg, Göttingen und an der Augustana-Hochschule Neuendettelsau Theologie. Von 1959 bis 1960 war er Stipendiat des Ökumenischen Rates der Kirchen am Oberlin College (USA). 1960 erwarb er den Magister der Theologie.
Die Jahre 1965 bis 1969 führten ihn als Auslandspfarrer und Seemannspastor nach Bristol. Von 1969 bis 1974 war er Geschäftsführer des Lutherischen Rates von Großbritannien sowie der Evangelischen Synode deutscher Sprache im Vereinigten Königreich in London. Von 1974 bis 1977 amtierte er als Präsident des Lutherischen Rates von Großbritannien in London.
Im Jahre 1977 kehrte Ratz nach Deutschland zurück und wurde im Landeskirchenamt München als Kirchenrat Ökumenereferent der Evangelisch-Lutherischen Kirche in Bayern. Nach vierjähriger Tätigkeit wechselte er zum Deutschen Nationalkomitee des Lutherischen Weltbundes in Stuttgart.
Im Jahre 1999 wurde Edmund Ratz zum Bischof der Deutschen Evangelisch-Lutherischen Kirche in der Ukraine (DELKU) gewählt. Von 2005 bis 2009 war er – als Nachfolger von Georg Kretschmar – Erzbischof der Evangelisch-Lutherischen Kirche in Russland, der Ukraine, in Kasachstan und Mittelasien (ELKRAS) mit Amtssitz in Sankt Petersburg. Im September 2007 übernahm Ratz zusätzlich das Amt des Bischofs der Evangelisch-Lutherischen Kirche Europäisches Russland (ELKER) in der Nachfolge von Bischof Siegfried Springer. Am 30. Mai 2010 wurde er in St. Petersburg aus allen seinen Ämtern verabschiedet. Sein Nachfolger als Erzbischof der ELKRAS wurde August Kruse, und als sein Nachfolger im Bischofsamt der ELKER wurde am 12. März 2011 Dietrich Brauer eingeführt.

## Publikationen
- The Lutheran Council of Great Britain. 1973.
- Lutherischer Dienst. Jg. 46, Heft 4, 2010, ISSN 2196-5978.
- Der lutherisch-orthodoxe Dialog: aktuelle Standpunkte. (Hrsg.) Martin-Luther-Verlag, Erlangen 2008, ISBN 978-3-87513-154-3.